# Servi Corneli Escipió Salvidiè Orfit (cònsol any 51)
Servi Corneli Orfit (en llatí Servius Cornelius Orfitus o amb el nom complet Servius Cornelius Scipio Salvidienus Orfitus) va ser un magistrat romà que va viure a mitjans del segle i. Formava part de la gens Cornèlia i era de la família dels Escipió.
Va ser cònsol l'any 51 i va tenir com a col·lega l'emperador Claudi. L'any 62, per voluntat de Neró, va ser procònsol de la província d'Àfrica.
L'any 66 va proposar, en honor de la família imperial, que el mes de juny fos anomenat en endavant Germànic. Molt poc després va ser executat en ser denunciat pel delator Marc Aquili Règul, però no es coneix la natura del càrrec.